# Rihards Pīks
Rihards Pīks, né le 31 décembre 1941 à Riga, est un réalisateur et homme politique letton.

## Biographie
Pīks est né à Riga et était scolarisé à l'école no 1, puis à l'école Rainis. Il est diplômé de l'Institut national de la cinématographie en 1971, puis, complète ses études aux cours supérieurs de réalisateurs à Moscou et commence à travailler à Riga Film Studio avant d'en devenir le directeur – poste auquel il reste jusqu'en 1990. En 1991-1993, Pīks dirige le Centre cinématographique national de Lettonie. Il a également fondé et dirigé l'association Baltic Films. En 1992-1994, il est représentant de l'organisation bruxelloise Eureca Audiovisual en Lettonie. Il a fondé, en 1993, le studio Baltic Cinema qu'il dirigeait avant de devenir le directeur remplaçant du conseil de la radio et télévision nationale de Lettonie en 1995.
La carrière politique de Rihards Pīks a commencé en 1996, quand il devint le ministre de la Culture de Lettonie. Il est resté à ce poste jusqu'à l'été 1997. En 1998, il est élu député de la VIIe Saeima avec le parti Parti populaire.
Il était ministre des Affaires étrangères de 9 mars 2004 au 21 juillet 2004. Il a rejoint le parti Développement letton.
Marié, il est père de quatre enfants.

## Filmographie

### Réalisateur
- 1986 : Dubultnieks
- 1983 : Šāviens mežā
- 1980 : Ja nebūtu šī skuķa
- 1979 : Sitiens[2]

### Directeur de la photographie
- 1964 : Rudens balāde de Varis Krūmiņš
- 1967 : 235 000 000 de Hercs Franks
- 1967 : Tēvs d'Aivars Freimanis
- 1965 : Divi de Mihails Bogins
- 1970 : Šauj manā vietā de Jānis Streičs
- 1972 : Peterss de Sergejs Tarasovs
- 1974 : Pirmā vasara d'Ada Neretniece, adaptation libre du livre d'Egons Līvs Prelūdija
- 1975 : Paradīzes atslēgas d'Aloizs Brenčs
- 1976 : Liekam būt d'Aloizs Brenčs
- 1984 : Mans draugs Sokrātiņš d'Andris Rozenbergs[2]